# E-freeze
Sistema eletro-eletrônico de refrigeração desenvolvido nos EUA que permite o controle da temperatura de adegas climatizadas sem utilização de um compressor. Isso reduz de maneira significativa os ruídos e as trepidações, que são os maiores inimigos para o vinho. Além disso, o sistema é ecologicamente correto, pois não trabalha com o gás CFC e seu consumo de energia é menor que uma lâmpada comum.